# N-metilcoclaurina 3'-monoossigenasi
La N-metilcoclaurina 3'-monoossigenasi è un enzima appartenente alla classe delle ossidoreduttasi, che catalizza la seguente reazione:
(S)-N-metilcoclaurina + NADPH + H+ + O2 ⇄ (S)-3′-idrossi-N-metilcoclaurina + NADP+ + H2O
L'enzima è una proteina eme-tiolata (P-450), coinvolta nella sintesi dell'alcaloide benzilisochinolina nelle piante superiori, ma non in quelle inferiori.